# 第63回全国高等学校ラグビーフットボール大会
第63回全国高等学校ラグビーフットボール大会は、1983年12月29日から1984年1月7日まで近鉄花園ラグビー場にて行われた全国高等学校ラグビーフットボール大会である。優勝校は、奈良県の天理高校で、12年ぶり5回目の全国制覇に輝いた。

## 概要
この大会より前回優勝校の推薦枠がなくなり、開催地の大阪が1校増える。またキャプテンシーを重視するため監督がスタンドから見守るようになる。

## 日程
- 12月29日、12月30日 1回戦
- 1月1日 2回戦
- 1月3日 準々決勝
- 1月5日 準決勝
- 1月7日 決勝

## 出場校
- 北北海道 北見北斗 （2年連続18回目）
- 南北海道 ：函館有斗 （7年ぶり2回目）
- 北東北 秋田工（秋田県） （7年連続44回目）
- 中東北 黒沢尻工（岩手県） （7年連続15回目）
- 南東北 磐城（福島県） （4年連続4回目）
- 東関東 佐野（栃木県） （4年連続5回目）
- 北関東 熊谷工（埼玉県） （2年ぶり15回目）
- 南関東 日川（山梨県） （6年連続15回目）
- 東京都第1 国学院久我山 （3年連続13回目）
- 東京都第2 本郷 （2年ぶり2回目）
- 神奈川 日大藤沢 （初出場）
- 北越 新潟工（新潟県） （2年ぶり17回目）
- 北陸 若狭農林（福井県） （2年連続7回目）
- 信静 下伊那農（長野県） （2年連続7回目）
- 愛知 武豊 （初出場）
- 三岐 関商工（岐阜県） （2年ぶり11回目）

- 京滋 伏見工（京都府） （5年連続5回目）
- 大阪府第1 大阪工大高 （11年連続12回目）
- 大阪府第2 興國 （2年ぶり8回目）
- 大阪府第3 阪南 （初出場）
- 兵庫 報徳学園 （2年連続15回目）
- 紀和 天理（奈良県） （10年連続40回目）
- 東中国 広島工（広島県） （3年連続16回目）
- 西中国 大津（山口県） （2年連続4回目）
- 北四国 新田（愛媛県） （6年連続24回目）
- 南四国 脇町（徳島県）（32年ぶり10回目）
- 福岡 筑紫 （5年ぶり3回目）
- 中九州 佐賀工（佐賀県） （2年連続12回目）
- 長崎 諫早農 （3年連続11回目）
- 大分 大分舞鶴 （6年連続23回目）
- 宮崎 高鍋 （3年連続6回目）
- 南九州 コザ（沖縄県） （2年連続2回目）

## シード校
- 第1シード 伏見工
- 第2シード 大阪工大高
- 第3シード 国学院久我山
- 第4シード 天理
- 第5シード 秋田工
- 第6シード 大分舞鶴
- 第7シード 熊谷工
- 第8シード 本郷

## 試合時間
1回戦は25分ハーフで行い、2回戦以降は30分ハーフで行う。同点で終了した場合は抽選にて次回出場校を決める。

## 試合

### 1回戦
- 伏見工 19 - 3 佐野
- 広島工 8 - 0 北見北斗
- 日川 11 - 0 筑紫
- 本郷 18 - 4 阪南
- 秋田工 17 - 6 佐賀工
- 高鍋 12 - 7 磐城
- 関商工 12 - 4 脇町
- 天理 23 - 6 武豊

- 国学院久我山 32 - 3 諫早農
- 興國 14 - 0 日大藤沢
- 新田 23 - 13 新潟工
- 大分舞鶴 38 - 3 下伊那農
- 熊谷工 31 - 3 報徳学園
- 大津 33 - 0 黒沢尻工
- 函館有斗 10 - 3 コザ
- 大阪工大高 29 - 3 若狭農林

### 2回戦
- 伏見工 43 - 9 広島工
- 日川 7 - 6 本郷
- 秋田工 28 - 3 高鍋
- 天理 19 - 6 関商工

- 国学院久我山 16 - 3 興國
- 大分舞鶴 8 - 0 新田
- 大津 16 - 6 熊谷工
- 大阪工大高 22 - 3 函館有斗

### 準々決勝
- 日川 20 - 3 伏見工
- 天理 15 - 10 秋田工

- 大分舞鶴 21 - 16 国学院久我山
- 大津 17 - 13 大阪工大高

### 準決勝
- 天理 12 - 7 日川
- 大分舞鶴 13 - 6 大津

### 決勝
- 天理（12年ぶり5回目） 18 - 16 大分舞鶴

## 決勝戦にまつわるエピソード
この年の決勝戦は、以下のような複数のエピソードが重なった結果、後に「高校ラグビー史に残る名勝負」「伝説の一戦」と語り継がれる試合となった。
- 大分舞鶴主将のFB福浦孝二は、決勝戦の日が自身の鹿屋体育大学の推薦入試受験日（この年が開校初年度だった）と重なっていたために決勝への欠場を予定していたが、ラグビーファンからの問い合わせなどもあり、大学側が急遽入試委員会を開き、特例措置として福浦の受験時間を3時間繰り上げて午前6時から開始するという配慮を行い、受験後飛行機で直ちに大阪に戻って試合に臨むことが出来たという[1][3]。福浦によれば、推薦入試に行くため決勝に出られない（予定だった）ことは監督の三重野建には伝えていたが、三重野は「ほんとに（大学受験に）行ってしまうとは」と唖然としていたという[4]。
- 試合は天理が終始リードする展開の中、後半インジュアリータイム突入から4分30秒後、天理のタッチラインを狙ったミスキックを大分舞鶴が拾いそのまま持ち込んでトライ[3]。16-18の2点差とし、その後のゴールキックが決まれば同点で両校優勝となるシチュエーションで、キッカーは主将の福浦。しかし福浦のキックはゴール左に逸れ、直後にノーサイドの笛。天理の優勝・大分舞鶴の準優勝が決まり、福浦は放心したままくずおれかけ、かろうじて踏みとどまった[3]。
- この試合を何気なく自宅のテレビで観戦していた松任谷由実は、「どんなに悔やんでも、高校生が部活を辞めたら、次のシーズンは、自分と同じゼッケンをつけて駆けてゆく誰かを見ていることになる。その情景が思い浮かんで、ぐっと来てしまいました」といい[3]、試合後の情景を綴った「ノーサイド」を作詞・作曲した（アルバム『NO SIDE』に収録）。この曲は後に2014年の旧・国立競技場最後の早明戦後のセレモニーで歌われる[5] など、ラグビーを題材とした代表的楽曲となるとともに、松任谷の代表曲の1つとなっている。

この試合から30年後の2014年4月27日、近鉄花園ラグビー場にて行われた「第8回関西ラグビーまつり」のメインイベントとして、当時の両校の選手が集まり「再戦」を実施。交代人数の制限を設けないなど特別ルールながら41-22で大分舞鶴が勝利し、“30年前の雪辱”を果たした。また、このとき鹿屋体大の推薦入試を受けた福浦は同大学に無事合格し、2022年度時点では大分県立中津南高等学校の保健体育の教諭を務めている。

## 関連試合

### 第7回高校東西対抗試合
- 大会で特に活躍した選手を選抜した上で東西に分かれて行ういわば高校ラグビー版オールスターゲームである。

東軍監督鶴田正樹、西軍監督中村龍夫、1984年1月15日 国立競技場 試合結果西軍 8-7 東軍